# سفينداميو (بيريا)
سفينداميو (Σφενδάμιο) هي مدينة في بيريا في مقاطعة فوريا إلادا في اليونان.